# Emilio Aguinaldo
Emilio Aguinaldo y Famy (Cavite, 22 de março de 1869 – Cidade Quezon, 6 de fevereiro de 1964) foi um revolucionário, general e político filipino, um dos líderes do movimento de independência de seu país. Presidiu o governo da República das Filipinas, apesar de seu governo não ter obtido reconhecimento internacional.
Oficialmente reconhecido como o o primeiro e mais jovem presidente das Filipinas (1899–1901) e o primeiro presidente de uma república constitucional na Ásia. Ele liderou as forças Filipinas primeiro contra a Espanha na última parte da Revolução Filipina (1896-1898), depois na Guerra Hispano-Americana (1898) e, finalmente, contra os Estados Unidos durante a Guerra Filipino-Americana (1899–1901).
Em 1935, Aguinaldo concorreu sem sucesso à presidência da Comunidade Filipina contra Manuel Quezon. Ele também foi uma das figuras históricas Filipinas a serem recomendadas como herói nacional das Filipinas.

## Era da independência
Em 1950, o presidente Elpidio Quirino nomeou Aguinaldo como membro do Conselho de Estado das Filipinas , onde exerceu um mandato completo. Ele voltou a se aposentar logo depois e dedicou seu tempo e atenção aos "interesses e bem-estar" dos soldados veteranos.
Ele foi nomeado Doutor honoris causa em Direito, Honoris Causa, pela Universidade das Filipinas em 1953.
Em 12 de maio de 1962, o presidente Diosdado Macapagal mudou a celebração do Dia da Independência de 4 de julho para 12 de junho para homenagear Aguinaldo e a Revolução de 1898, em vez do estabelecimento do Governo Insular das Ilhas Filipinas pelos Estados Unidos. Embora agora com saúde precária, Aguinaldo compareceu às comemorações do Dia da Independência daquele ano. Em 4 de agosto de 1964, a Lei da República No. 4.166 proclamou oficialmente 12 de junho como o Dia da Independência das Filipinas e renomeou o feriado de quatro de julho para "Dia da República das Filipinas". 

## Morte e legado
Aguinaldo foi levado às pressas para o Centro Médico de Veteranos na Cidade de Quezon em 5 de outubro de 1962, sob os cuidados da Dra. Juana Blanco Fernandez, médica, onde permaneceu por 469 dias até morrer de trombose coronária aos 94 anos em 6 de fevereiro de 1964. um mês antes de seu 95º aniversário. Um ano antes de sua morte, ele doou seu terreno e mansão ao governo. A propriedade agora serve como um santuário para "perpetuar o espírito da Revolução de 1896". 
Em 1964, ele publicou seu livro, "Mga Gunita ng Himagsikan" (Memórias da Revolução). Uma segunda publicação foi feita em 1998 durante o 100º aniversário da Independência das Filipinas.

## Publicações
- Resena veridica de la revolución filipina, 1899[2]
- Talang Buhay ng Supremo And. Bonifacio sa Kabite, 1940[3]
- A Second Look at America, 1957
- Mga Gunita ng Himagsikan, 1964
- My Memoirs, 1967